# Luke Travers

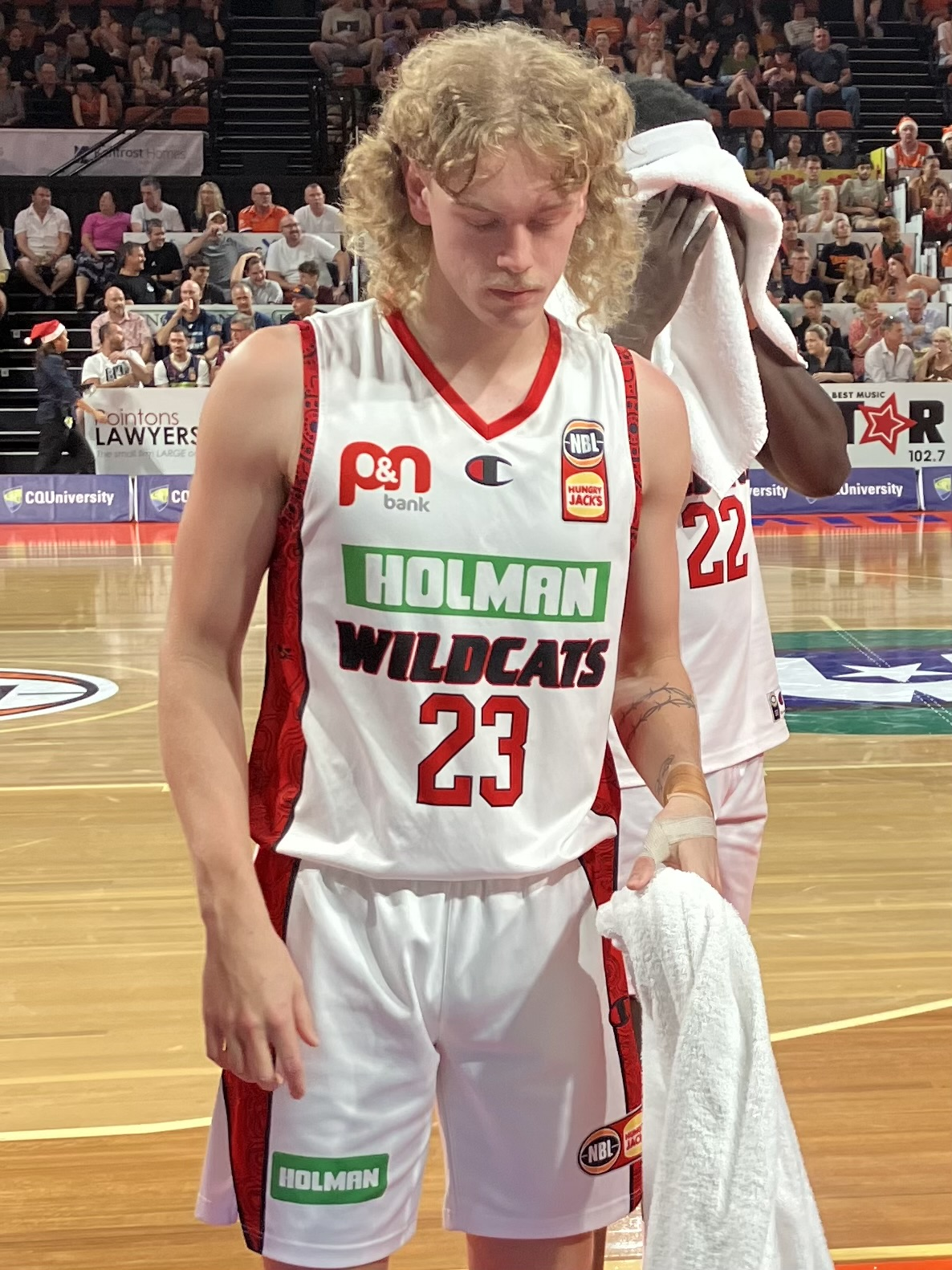
Luke Travers, 2022.

Luke Jacob Travers, född 3 september 2001 i Perth, är en australisk professionell basketspelare (SG/SF) som spelar för Cleveland Cavaliers i National Basketball Association (NBA).
Han har också spelat som proffs i Australien.
Travers draftades av Cleveland Cavaliers i andra rundan i 2022 års draft som 56:e spelare totalt.